# Bautino
Bautino (ryska: Баутино) är en ort i Kazakstan. Den ligger i oblystet Mangghystau, i den västra delen av landet, 1 700 km väster om huvudstaden Astana. Antalet invånare är 3 247.
Terrängen runt Bautino är huvudsakligen platt, men åt nordost är den kuperad.  Trakten runt Bautino är nära nog obefolkad, med mindre än två invånare per kvadratkilometer. Närmaste större samhälle är Fort-Sjevtjenko, 4,5 km söder om Bautino. 